# Слобідський стрій
Слобідська Україна (Слобідщина) — історико-географічний край у східній частині України та прикордонних областях РФ, територія якого перекривається приблизно з територією п'яти Слобідських козацьких полків 17 — 18 століть.
Слобідська Україна межувала на заході з Гетьманщиною, на півдні із Запорожжям і володіннями Кримського ханства, на сході з Доном, на півночі з Московщиною. Вона обіймала частину Середньої височини й сусідню з нею Донецьку низовину, північнно-східну частину Придніпровської низовини і невелику частину Донецького кряжа. В сучасних межах охоплює південну частину Сумської області, північну, центральну та південно-східну частини Харківської області та північну частину Луганської області України, південну частину Воронізької, Білгородської, Курської областей РФ.

## Чоловічий одяг
У 1841 році Квітка-Основ'яненко писав, що стара козацька одіж прийшла до занедбання. За старих козацьких часів, за вказівкою Квітки козаки носили сорочку, каптанок підперезаний поясом, поверх нього черкеску з вильотами (прорізаними рукавами). Широкі штани, високу смушеву шапку з кольоровим верхом з сукна. На поясі носили на ретязкові криву шаблю та ніж. Після знищення Січі та скасування козацтва російським урядом, козаків перетворили на гусарів і при цьому змінилася їхня одежа.

## Жіночий одяг
Жінки полковників та іншої козацької старшини носили глазетові (парчеві) корсетки з розпашними полами, через які було видно дорогі спідниці, а поверху контуші з люстрину, парчі, штофу з заковрашами на рукавах та коміром — відлогою. Іноді багаті пані носили обстрог — корсетку без рукавів. Нижнім одягом були спідниці та плахти з дорогих матерій гаптовані золотом та сріблом з запаскою яскравих кольорів. На ногах носили шовкові панчохи або сап'янові черевики (червоні, зелені, жовті). На шиї носили намисто з перлів, алмазів, бурштину, коралів з дукачами. На голові носили парчеві очіпки різної форми. Взимку оксамитові очіпки були оторочені хутром з соболя. На Лебединщені — довгасті кораблики, на Охтирщині — круглі.

## Одяг 19 століття
В 19 ст. просте жіноцтво ходило в дергах з запасками або в плахтах. На Полтавщині носили жовті плахти, а на Чернігівщині — зелені. До плахти носили запаски яскравого кольору. По сорочці жіноцтво носило корсетку, а по корсетці — свиту. Зимою носили кожухи. В старі козацькі часи жінки замість свити носили жупани. Дівчата ходили з непокритою головою, заплітали одну косу та вплітали в неї однобарвні стрічки або різнобарвні скиндячки. На ногах носили сап'янові чоботи (червоні, зелені, жовті). Жінки носили на голові шовкові або парчеві очіпки. З часом дешеві фабричні ситцеві в дрібні квіточки вироби витіснили і цю стару одіж з тканин домашнього виробництва.
Чоловіки носили в 19 ст. контуші, киреї, сіряки, свити, кожухи, кобеняки. На голові носили сиві або чорні смушеві шапки.

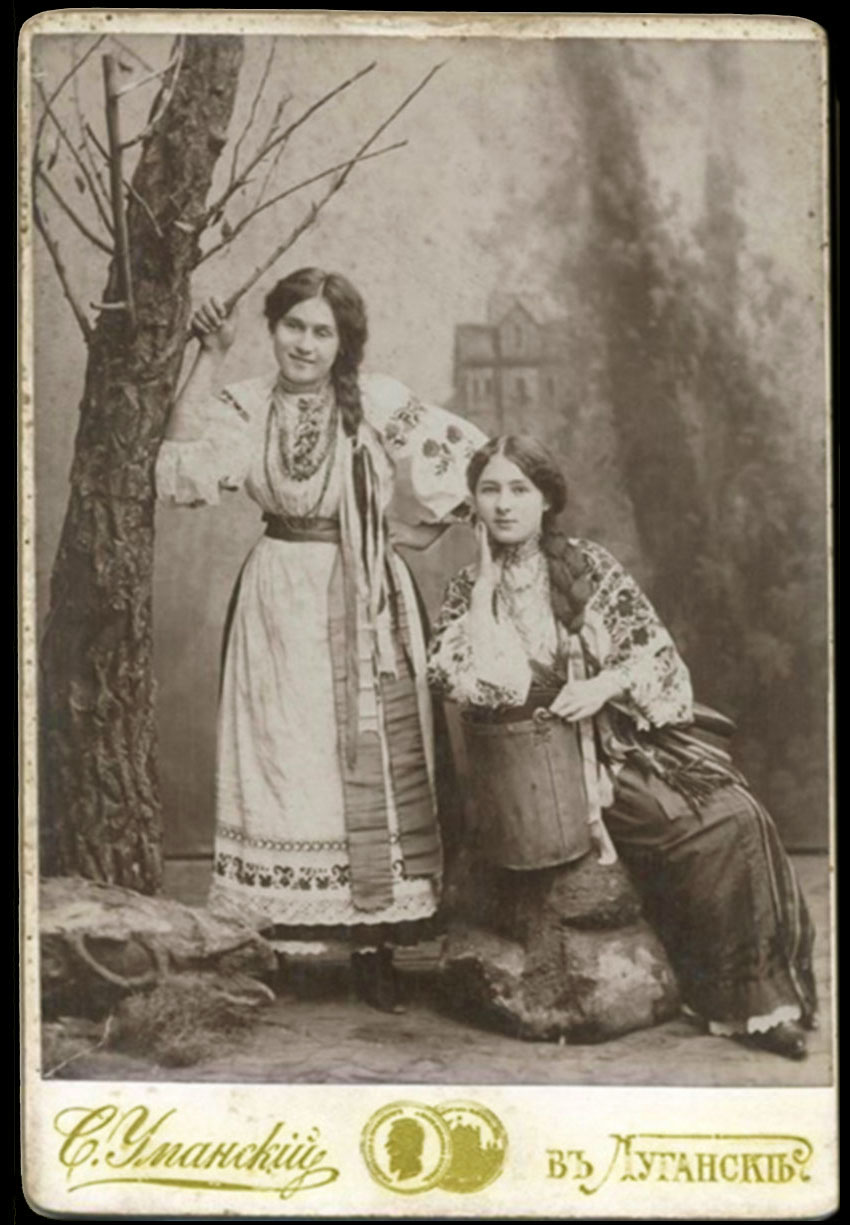

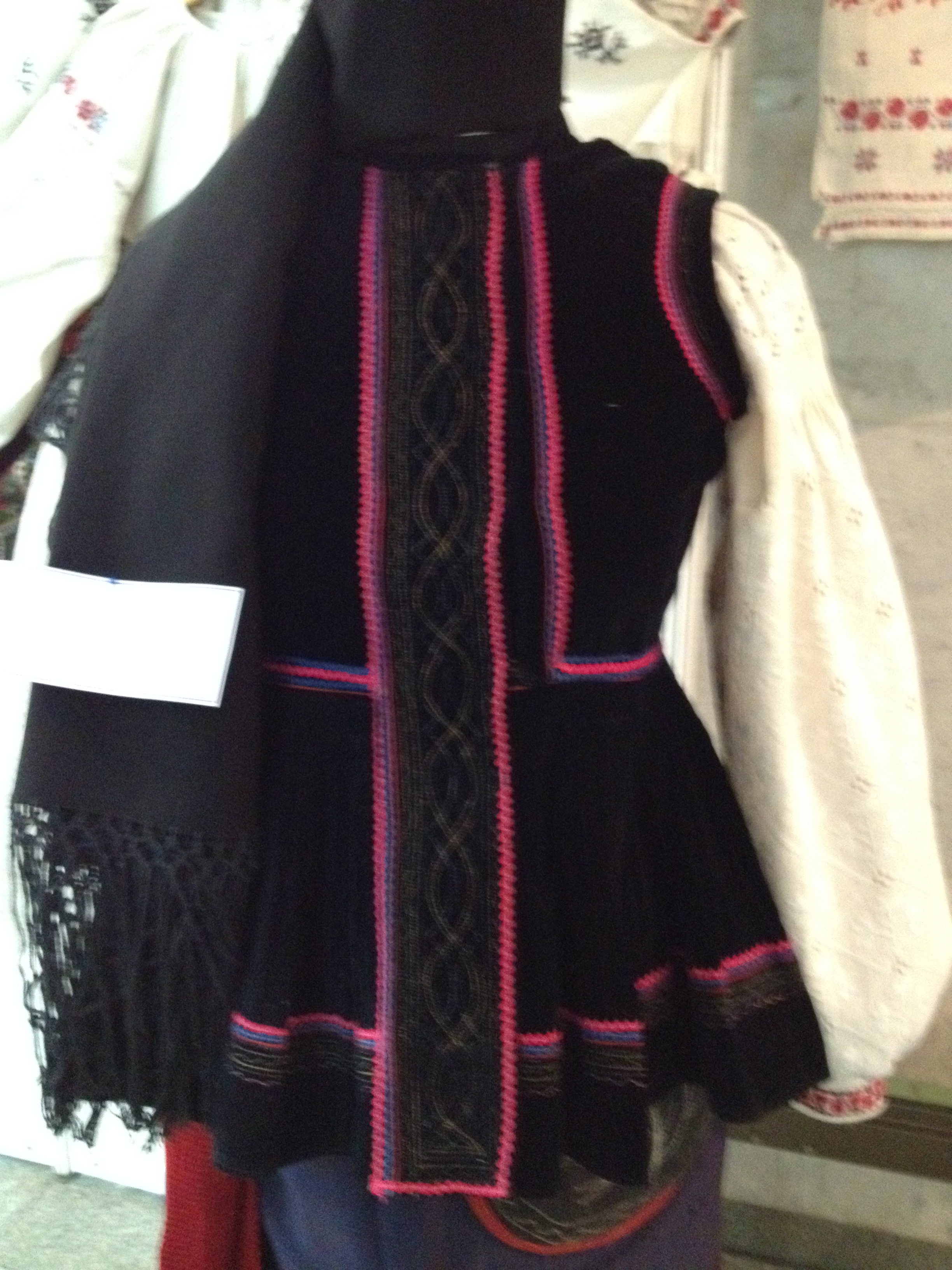
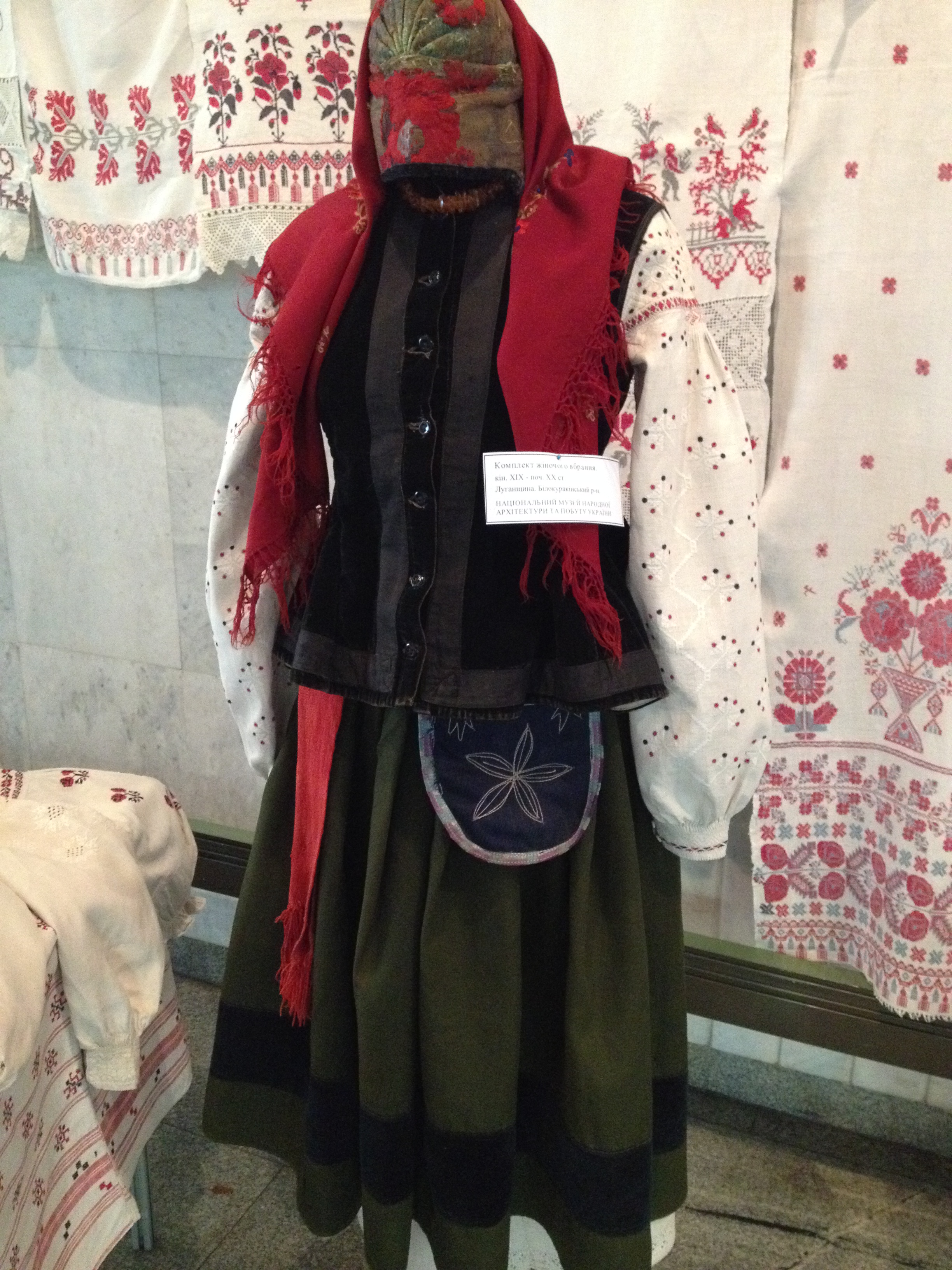
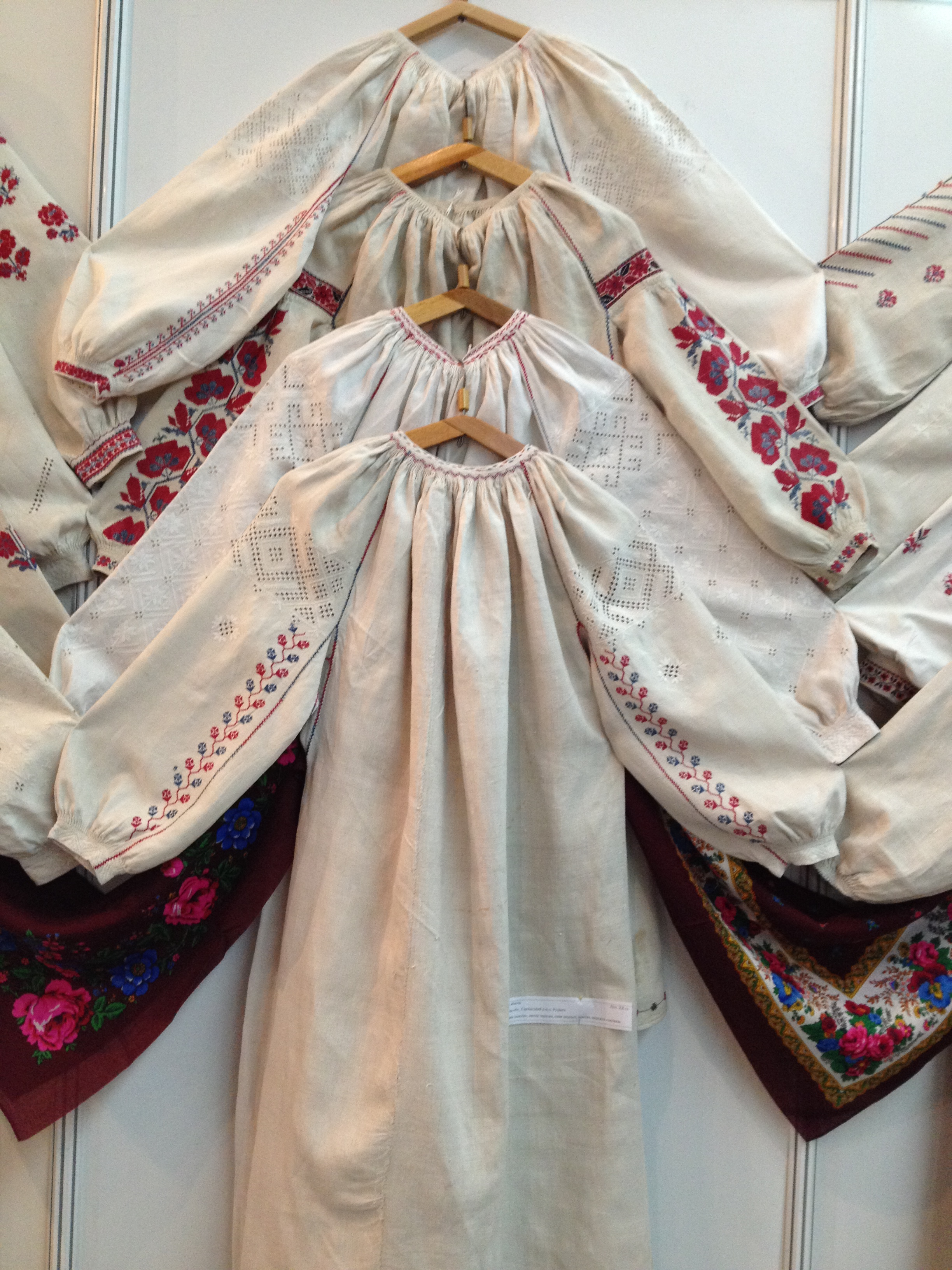
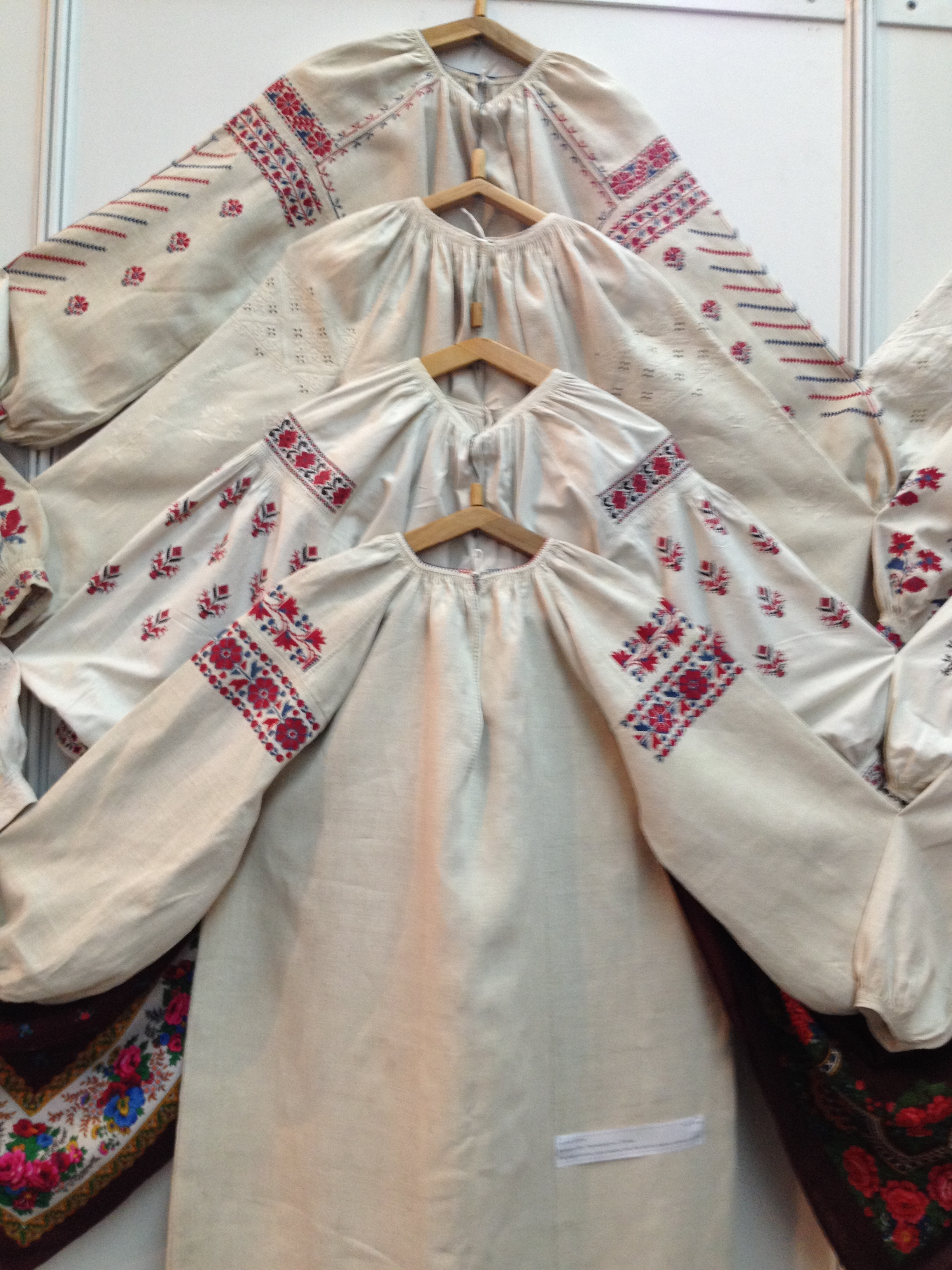
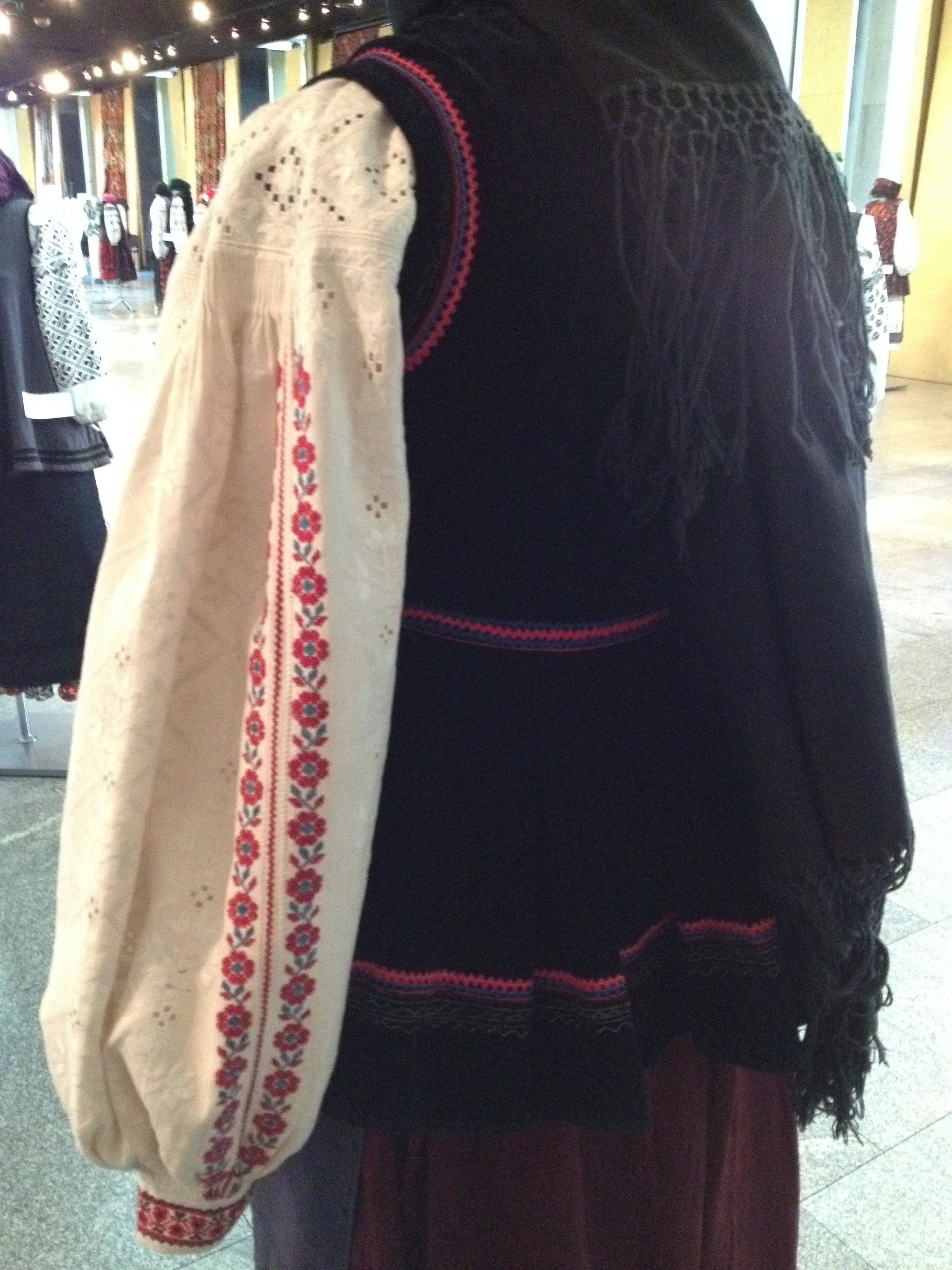